# Communauté de communes du Pays de Matisse
La communauté de communes du Pays de Matisse était une communauté de communes française, située dans le département du Nord et la région Nord-Pas-de-Calais, arrondissement de Cambrai. Elle est remplacée depuis 2010 par la communauté de communes du Caudrésis - Catésis.

## Composition
La communauté de communes du Pays de Matisse regroupait 11 communes.
| Code INSEE | Commune             | Maire              | Population  | Superficie | Délégués |
| ---------- | ------------------- | ------------------ | ----------- | ---------- | -------- |
| 59136      | Le Cateau-Cambrésis | Serge Siméon       | 7 156 hab.  | 2 724 ha   | nc       |
| 59137      | Catillon-sur-Sambre | Philippe Ducroux   | 846 hab.    | 1 303 ha   | nc       |
| 59274      | La Groise           | Jean-Marie Dumont  | 429 hab.    | 938 ha     | nc       |
| 59311      | Honnechy            | Bertrand Lefebvre  | 496 hab.    | 653 ha     | nc       |
| 59395      | Mazinghien          | Michel Hennequart  | 302 hab.    | 901 ha     | nc       |
| 59412      | Montay              | Pierre Leblon      | 339 hab.    | 551 ha     | nc       |
| 59430      | Neuvilly            | Hubert Lefevre     | 993 hab.    | 1 257 ha   | nc       |
| 59496      | Rejet-de-Beaulieu   | Augustine Noirmain | 237 hab.    | 635 ha     | nc       |
| 59498      | Reumont             | Jean-Pierre Richez | 317 hab.    | 277 ha     | nc       |
| 59545      | Saint-Souplet       | Henri Quoniou      | 1 311 hab.  | 1 266 ha   | nc       |
| 59604      | Troisvilles         | Gérard Cagnon      | 782 hab.    | 842 ha     | nc       |
| Totaux     | 11 communes         | 11 communes        | 13 505 hab. | 11 347 ha  | 48       |

## Historique
- 29 décembre 1993 — Création de la communauté de communes avec Le Cateau-Cambrésis, Neuvilly et Saint-Souplet
- 21 juillet 1994 — Adhésion de la commune de Mazinghien
- 25 mars 2003 — Adhésion des communes de Catillon-sur-Sambre, La Groise et Rejet-de-Beaulieu
- 1er janvier 2008 — À la suite de la dissolution en 2007 de la communauté de communes du Sud Cambrésis les communes de Honnechy, Montay, Reumont et Troisvilles rejoignent  la communauté de communes.
- au 1er janvier 2010 la communauté de communes du Caudrésis et la communauté de communes du Pays de Matisse fusionnent pour créer la communauté de communes du Caudrésis - Catésis[1]

## Liste des présidents
Serge Siméon est notamment maire du Cateau-Cambrésis depuis mars 2001.
| Identité                                 | Période | Période          | Durée | Étiquette |
| Identité                                 | Début   | Fin              | Durée | Étiquette |
| ---------------------------------------- | ------- | ---------------- | ----- | --------- |
| Serge Siméon (d) (né le 28 juillet 1952) |         | 31 décembre 2009 |       |           |